# ASCOD

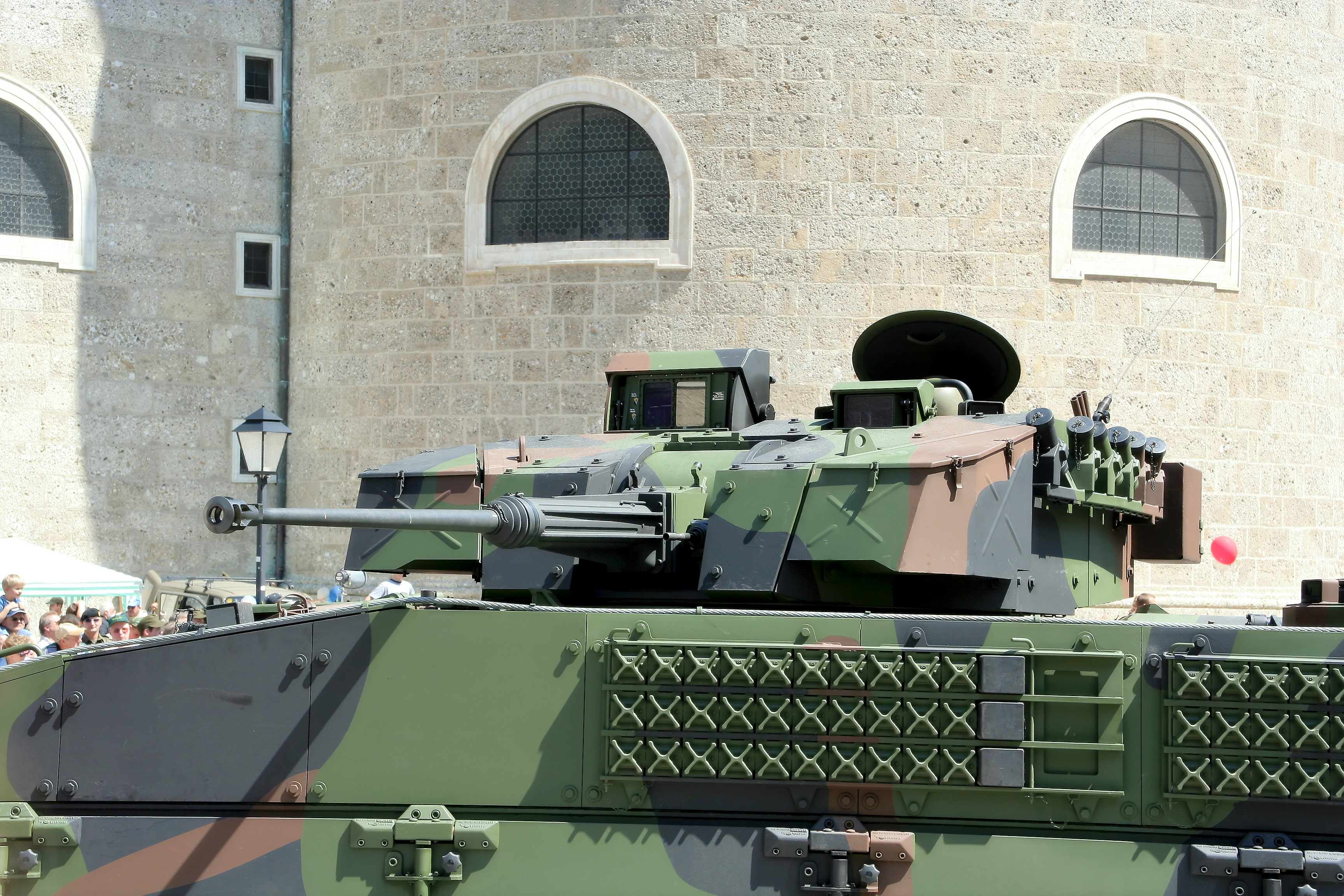
Turm

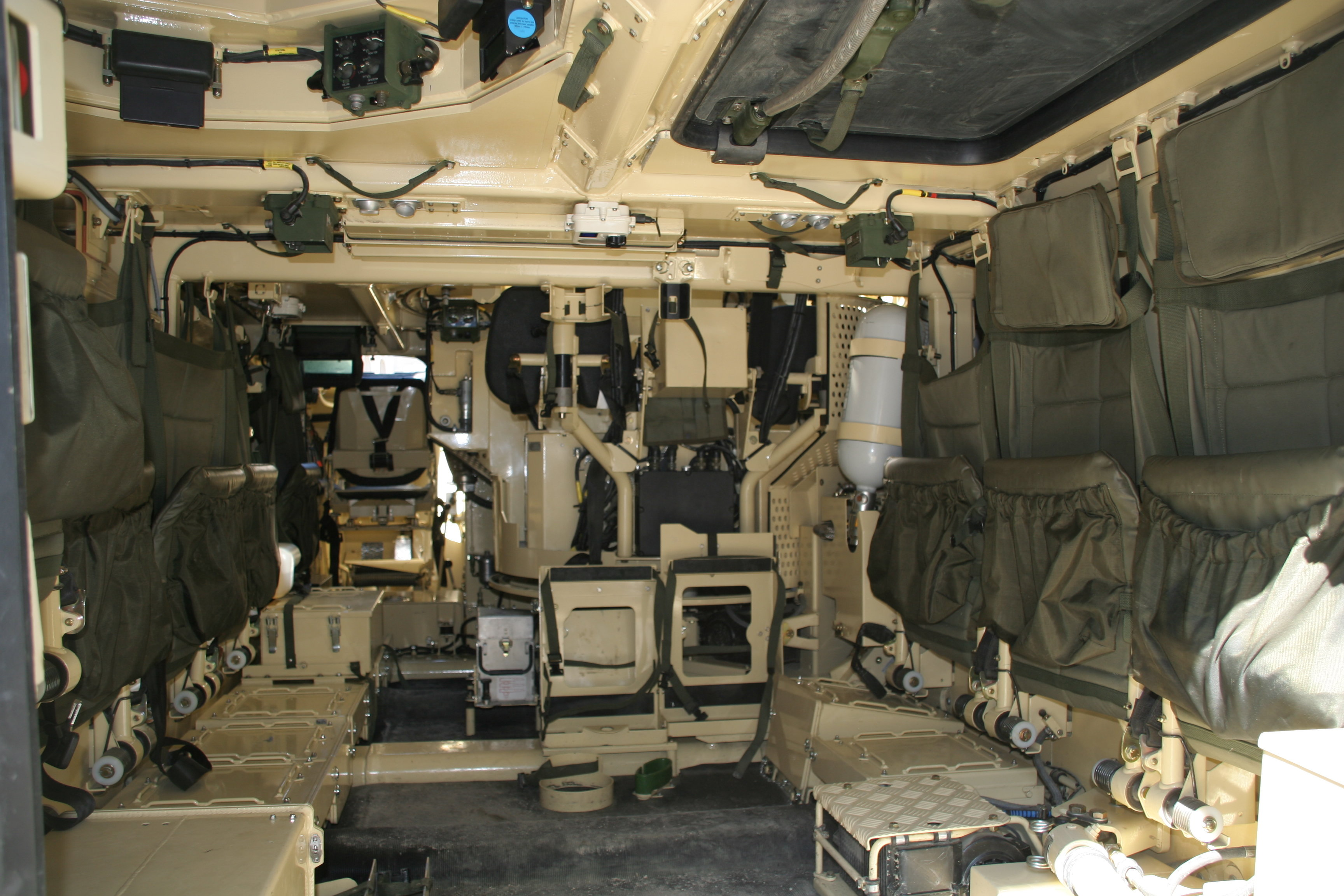
Kampfraum des Ulan

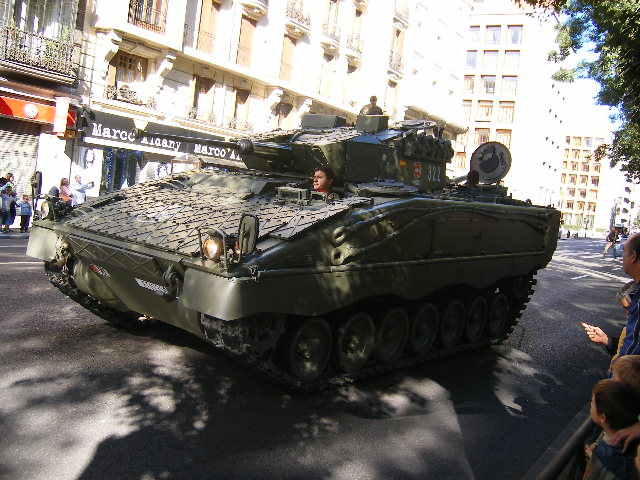
Pizarro der spanischen Armee

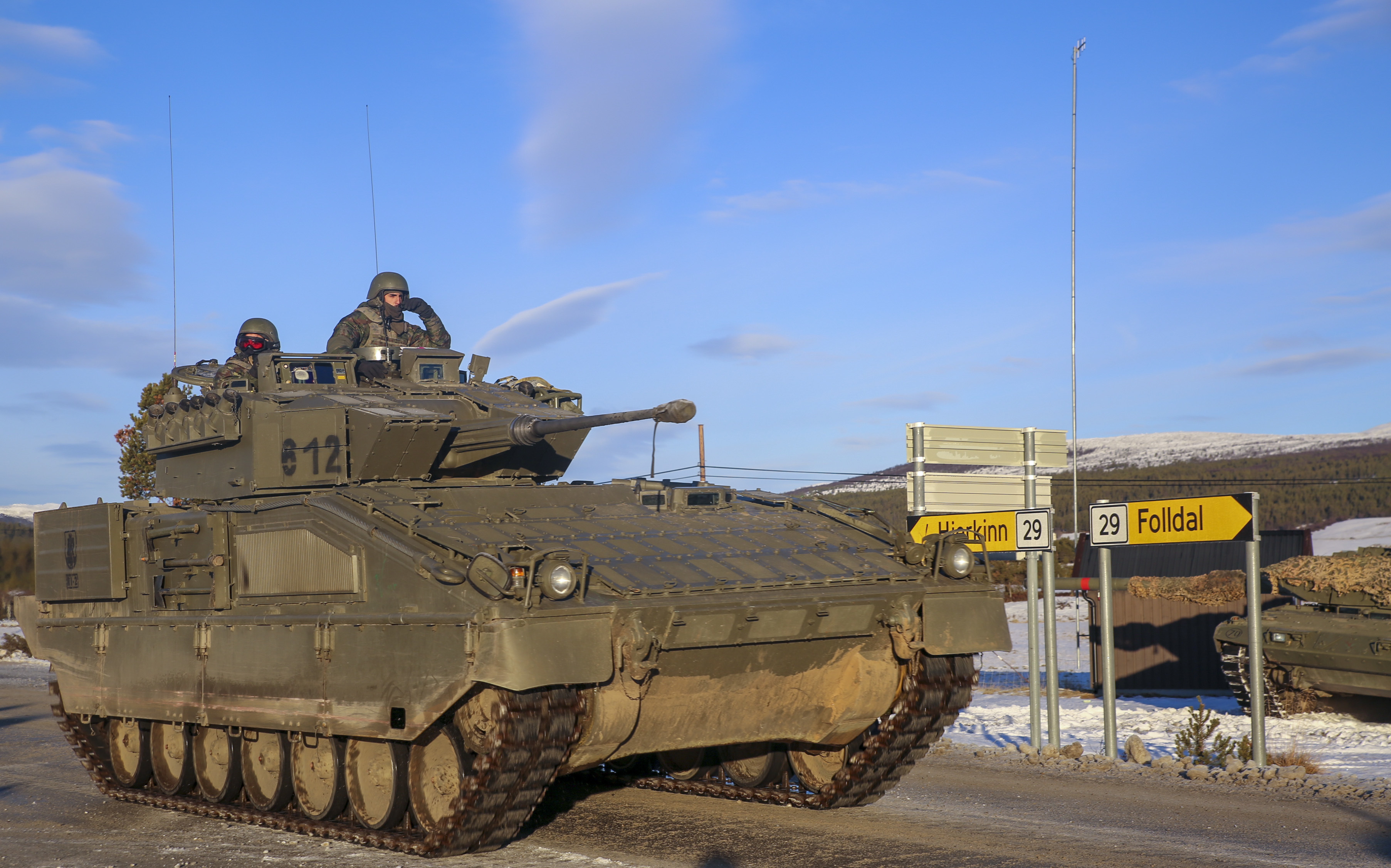
Pizarro bei der Trident Juncture 2018

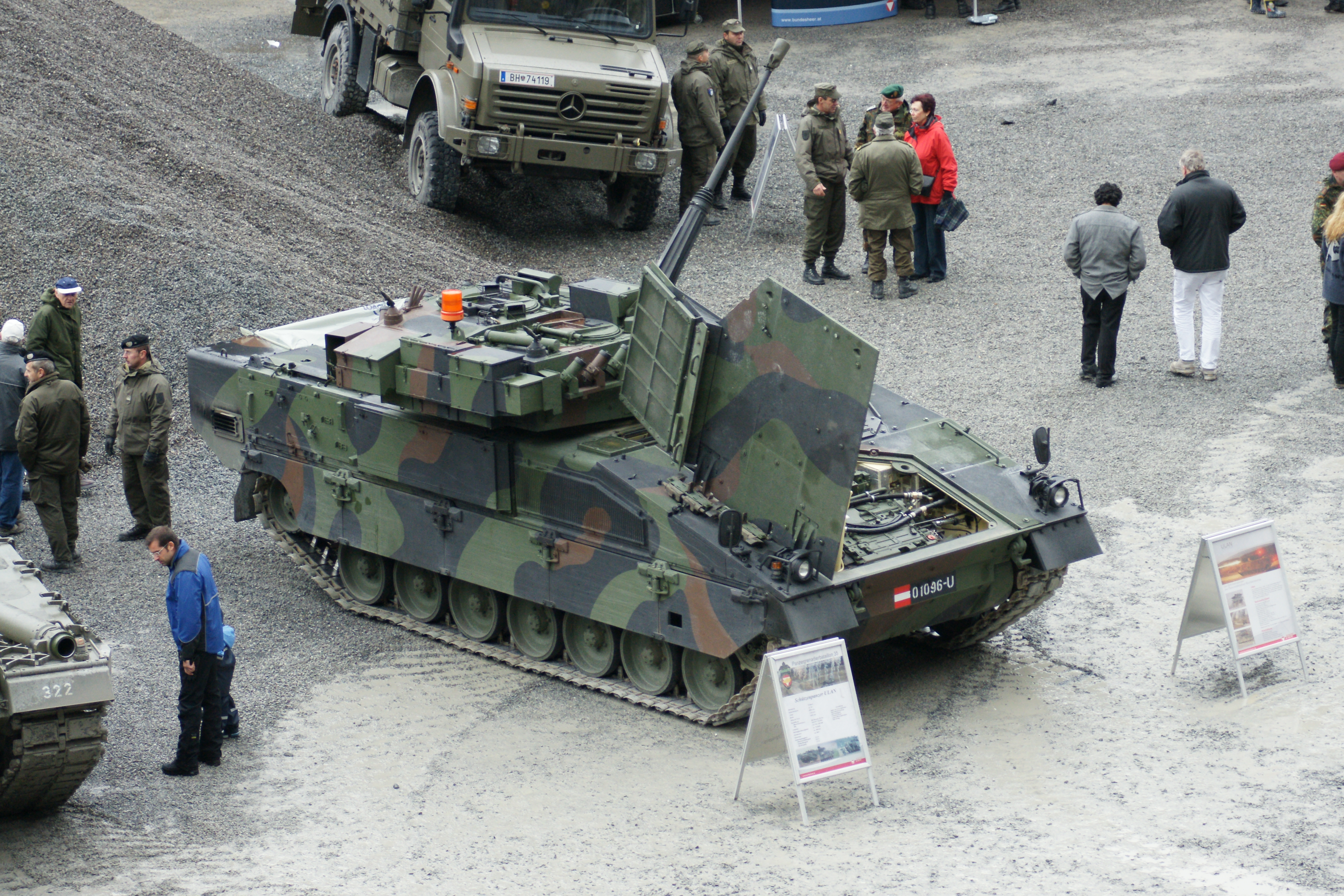
Österreichischer Ulan

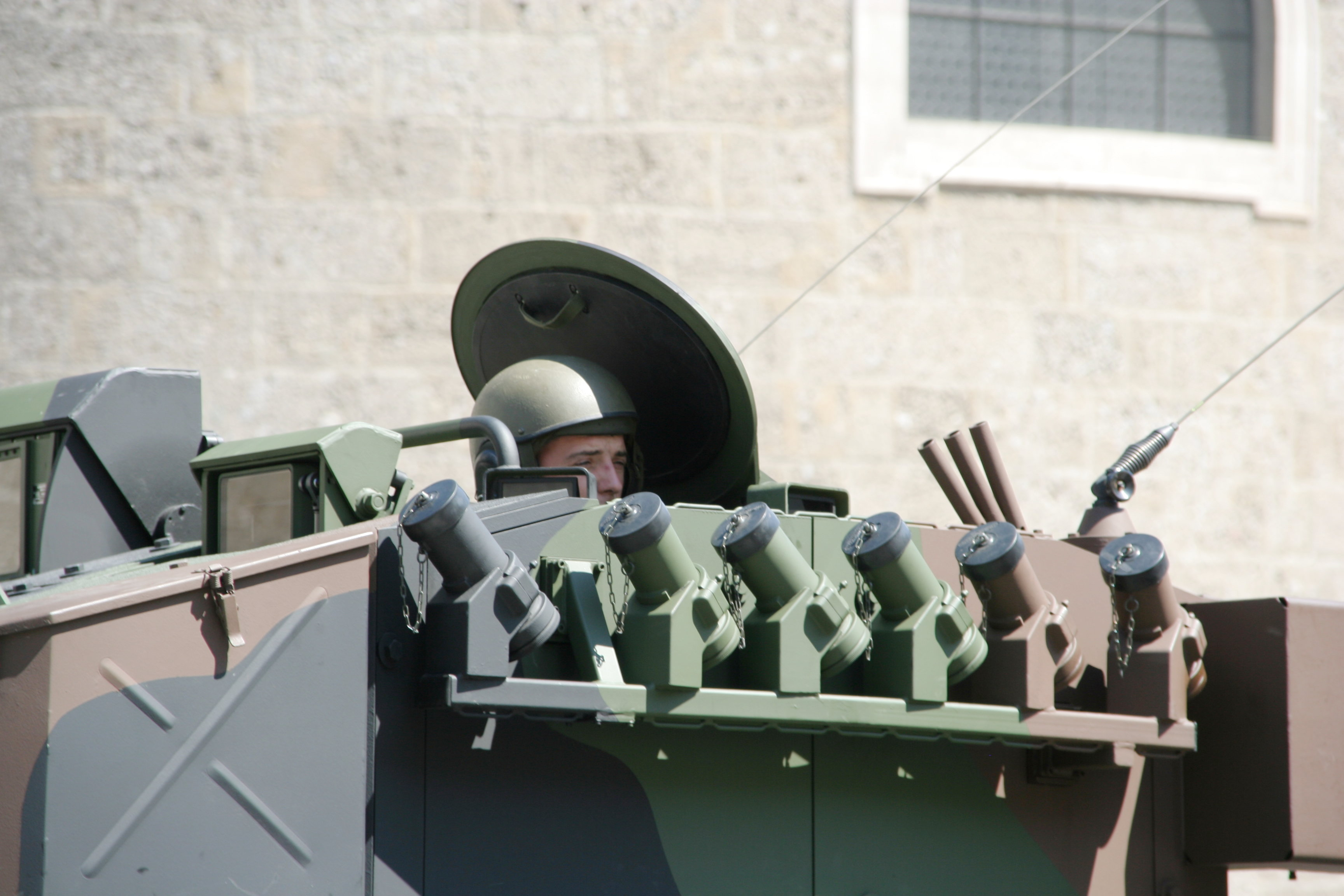
Nebelwerfer am Turm des Schützenpanzers Ulan

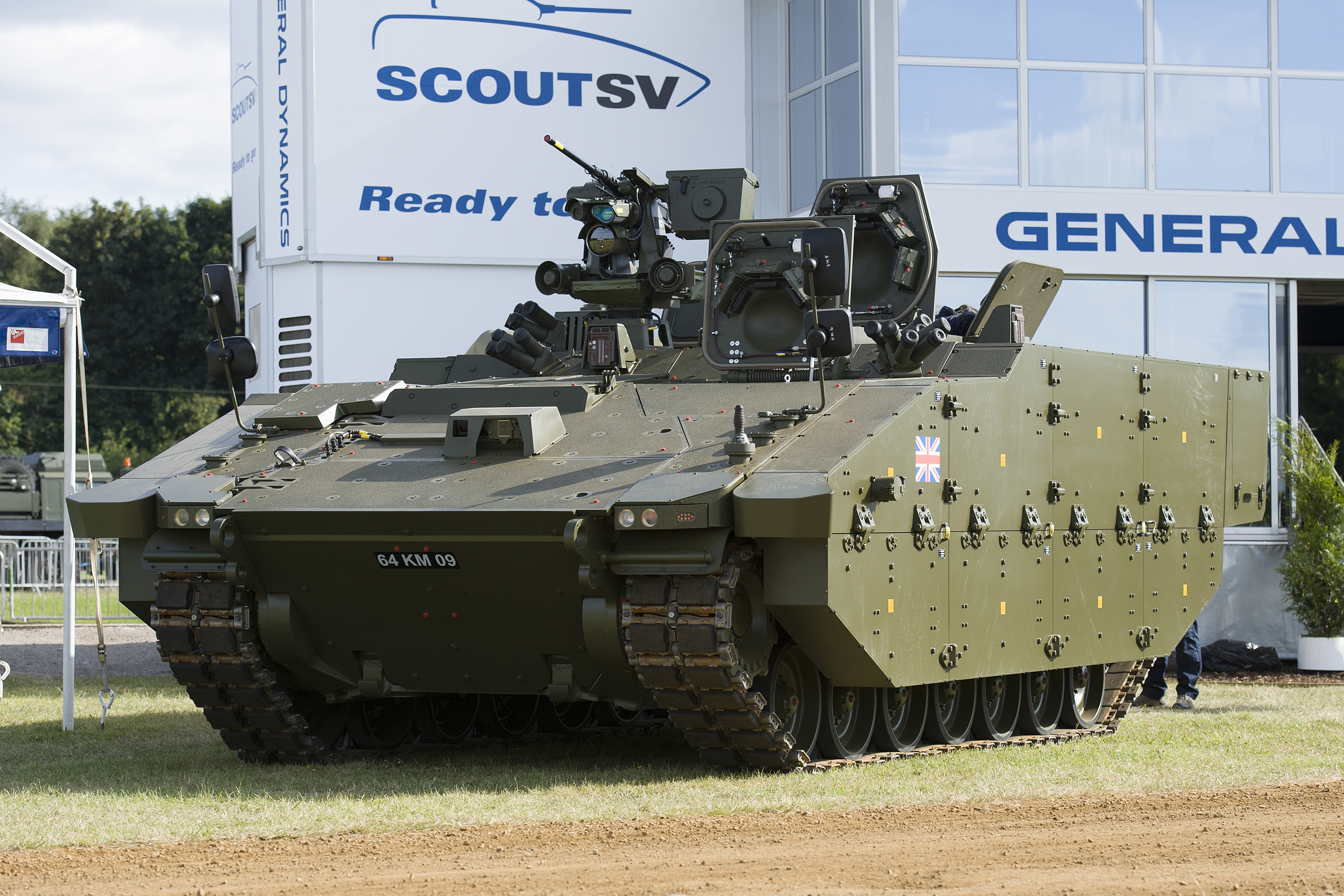
Prototyp des ASCOD Scout Specialist Vehicle für die Britische Armee

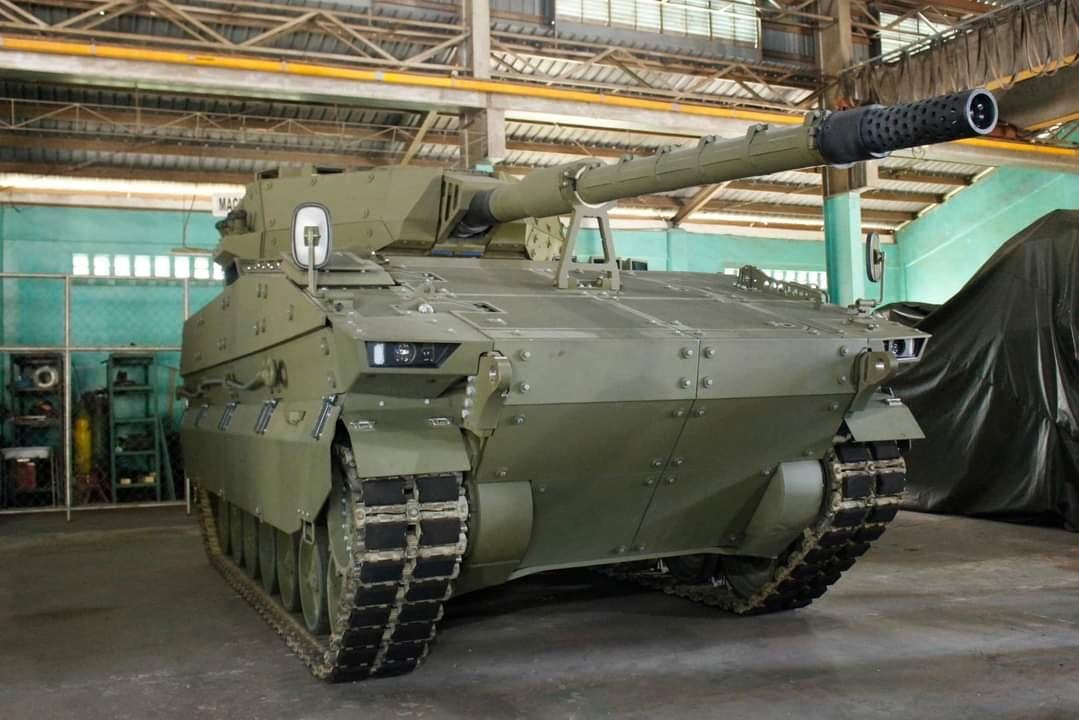
Philippinischer Sabrah Light Tank

Ascod (Austrian-Spanish Co-operative Development) ist der Name eines Infanterie-Panzerfahrzeugs, das in einer österreichisch-spanischen Koproduktion gefertigt wird. Als Schützenpanzer Ulan wird er von der österreichischen Steyr-Daimler-Puch Spezialfahrzeug GmbH und als Pizarro von der spanischen Santa Bárbara Sistemas gefertigt. International erhielt er 2025 den Namen Hunter. Beide Unternehmen sind Teil der in Madrid ansässigen Europa-Tochter General Dynamics European Land Combat Systems des US-amerikanischen General-Dynamics-Konzerns.
Für Großbritannien wurde es im März 2010 als ASCOD SV ausgewählt, Generalunternehmer ist die General Dynamics UK. Es soll dort in verschiedenen Versionen gebaut werden.

## Beschreibung
Angetrieben wird der 28 t schwere Ulan von einem Dieseltriebwerk MTU 8V199 mit 530 kW (720 PS). Es kann das knapp 7 Meter lange, 3,15 Meter breite und 2,65 Meter hohe Fahrzeug auf bis zu 70 km/h beschleunigen. Geführt wird der Ulan von einer dreiköpfigen Besatzung (Fahrer, Kommandant und Richtschütze). Im Heck des Schützenpanzers finden zusätzlich bis zu acht Schützen Platz. Eine ABC-Schutzanlage ist vorhanden.
Bei der Hauptwaffe des Ulan handelt es sich um die 30-mm-Maschinenkanone Modell MK 30-2 von Mauser (heute Rheinmetall). Sie befindet sich in dem Turm SP-30 und wird elektromechanisch gerichtet. Sie erlaubt Kampfentfernungen bis zu 2500 Meter. Zusätzlich ist ein 7,62-mm-MG vorhanden. Zum Selbstschutz des Ulan ist eine 76-mm-Nebelwurfanlage von Wegmann mit 2 × 3 Rohren je Turmseite installiert. Ferner sind eine Feuerleitanlage mit Wärmebildgerät sowie eine automatische Zielverfolgungsanlage vorhanden. Der Gefechtsturm wird vom Fahrzeugkommandanten (links) und dem Richtschützen (rechts) bedient.
An der Vorderseite des Turms lassen sich keilförmige Zusatzpanzerungen montieren. Dadurch erhöht sich die Beschussfestigkeit gegenüber panzerbrechender 30-mm-Munition aus einer Distanz von 1000 m. Auf kürzeren Distanzen bietet die Panzerung Schutz gegen Splitter und 7,62-mm-Munition. Eine Reaktivpanzerung ist nicht vorhanden, so dass sämtliche Ausrüstungsgegenstände, Ersatzteile und Werkzeuge außen an das Fahrzeug und an den Turm montiert werden können.

## Nutzer

### Lettland
84 Stück (Bestellungen 2025)
Lettland bestellte als fünfte Nation Anfang 2025 42 der Fahrzeuge. Im Juni 2025 bestellte die lettische Regierung weitere 42 "Hunter".

### Österreich
Ulan: 112 Stück (wurden zwischen 2001 und 2005 ausgeliefert)
2023 wurde bekannt gegeben, dass alle vorhandenen Ulan einer Modernisierung unterzogen werden. Es werden u. a. Optiken und Komponenten für den Turmantrieb getauscht. In die Hand genommen werden dafür rund 370 Millionen Euro. Die ersten von 112 Exemplaren gingen bereits im Februar 2023 an die Wiener General Dynamics European Land Systems Steyr GmbH.

### Philippinen
Sabrah Light Tank: 20  Stück
Das Land bestellte auf dem ASCOD 2 basierende und von Elbit Systems ausgerüstete leichte Panzer.

### Spanien
Pizarro: Das Spanische Heer verfügt über insgesamt 263 Fahrzeuge: 206 Schützenpanzer (VCI/C), 21 Führungspanzer (VCPC) und 36 Pionierpanzer (VCZAP Castor). Im Jahr 2023 wurden 394 weitere Kettenfahrzeuge in unterschiedlichen Konfigurationen bestellt.
144 Fahrzeuge (123 Schützen- und 21 Führungspanzer) wurden nach einer ersten Bestellung des spanischen Heeres bis 2003 geliefert und in Dienst gestellt. Ein zweites Baulos aus ursprünglich 212 Fahrzeugen wurde letztlich auf 119 Stück reduziert, 83 Schützenpanzer und 36 Pionierpanzer. Die 83 Schützenpanzer des zweiten Bauloses unterschieden sich in einigen technischen Aspekten von der ersten Lieferserie, so verfügen sie beispielsweise über den leistungsstärkeren MTU 8V199 530 kW (720 PS) Motor, der auch in den Ulan des österreichischen Heeres verbaut ist. Zudem verwenden die Pizarro II ein SAPA Placencia SG850 Getriebe statt des Renk HSWL 106C der Ulan und Pizarro I. Das Gewicht erhöhte sich auf 27,6 t. Bis Dezember 2018 standen alle Schützenpanzer der zweiten Lieferserie in Dienst.
Für die 36 Pionierpanzer der zweiten Lieferserie entschied sich das spanische Heer letztlich für eine Neuentwicklung auf Basis des ASCOD 2, der sich bei der Ausschreibung für das Future Rapid Effect System der British Army durchsetzte. Neben spezieller Pionierausrüstung wie Räumschild, Minenpflug, Minenwalzen, Seilwinde oder Markiersystem, soll der VCZAP Castor im Unterschied zu den Pizarro auch über verbesserten ballistischen Schutz sowie eine fernbedienbare Waffenstation des Typs Samson Mini als Primärbewaffnung statt der MK 30-2 30-mm-Maschinenkanone verfügen.
Das im Dezember 2023 bestellte Vehículo de Apoyo de Cadenas (Unterstützungskettenfahrzeug, VAC) ist ein auf dem ASCOD 2 basierender Kettenpanzer, der im spanischen Heer die in die Jahre gekommenen M113 ersetzen soll. Die Fahrzeuge werden von Tess Defence, einem Konsortium aus Santa Bárbara Sistemas, Indra Sistemas, Escribano Mechanical and Engineering und SAPA Placencia entwickelt und produziert. In der ersten Lieferphase sollen zunächst 394 VAC in unterschiedlichen Konfigurationen (Transportpanzer, Pionierpanzer, Panzermörser, Führungspanzer etc.) beschafft werden.

### Vereinigtes Königreich
Ajax: Die Britische Armee hat insgesamt 589 Fahrzeuge auf Basis des Ajax bei General Dynamics UK bestellt. Neben der Schützenpanzerversion Ajax soll es eine Aufklärungsversion namens Ares, eine Berge- und Reparaturversion Apollo bzw. Atlas und die Varianten Argus und Athena geben.
Auf Basis des ASCOD 2 wurde im Rahmen des Future Rapid Effect System (FRES) der Schützenpanzer Ajax entwickelt. Das Programm startete 2010 und bis Dezember 2021 gab das britische Verteidigungsministerium für das Ajax-Projekt 3,2 Milliarden Pfund aus. Zu diesem Zeitpunkt waren insgesamt 324 Rümpfe gebaut und 143 Fahrzeuge montiert und getestet.
Im Juni 2022 wurde jedoch bekannt gegeben, dass lediglich 26 Fahrzeuge ausgeliefert wurden, die allesamt technische Probleme aufwiesen und nicht den Anforderungen entsprachen. Das Public Accounts Committee (PAC), ein parteiübergreifender Ausschuss des Parlaments, forderte das Verteidigungsministerium auf, entweder eine zeitnahe Lösung der technischen Probleme zu finden oder das Programm abzubrechen.
Bis Januar 2024 stieg die Zahl auf 44 ausgelieferte Fahrzeuge der Ajax-Familie, wobei sich die Varianten wie folgt verteilten: 17 Ajax, 14 Ares, 5 Athena, 2 Atlas, 4 Apollo und 2 Argus. Im Jahr 2024 hat die Aufklärungsvariante Ajax bisher unter anderem Kaltwettertests in Schweden und eine Schießübung im Vereinigten Königreich absolviert und die Aussichten für einen Erfolg des Projektes waren deutlich gestiegen. Auf eine Frage des Labour-Abgeordneten Luke Akehurst an Maria Eagle, die neue Ministerin für das Beschaffungswesen im Verteidigungsbereich, zu den Fortschritten bei der Indienststellung von Ajax antwortete Eagle: „Das Programm für gepanzerte Kavallerie (Ajax) soll wie geplant bis Dezember 2025 die erste Einsatzfähigkeit erreichen.“ Der Beschaffungsbericht des Verteidigungsausschusses stellte Folgendes fest: „Im März 2023 kündigte die Regierung ein neues IOC-Datum für Ajax an, das zwischen Juli und Dezember 2025 liegen soll, wobei das FOC (Full Operating Capability) zwischen Oktober 2028 und September 2029 erreicht werden soll, beides Jahre später als ursprünglich vorgesehen.“

## Ascod-Varianten
Es wurden zusätzlich zu dem Schützenpanzer noch einige weitere Modelle entwickelt, die auf dem gleichen Fahrgestell basieren.
- AIFV (Schützenpanzer)
- LT 105 (Leichter Panzer)
- AAMC (Flugabwehr-Raketenpanzer)
- AAGS Wildcat (Flugabwehrpanzer)
- ARRV (Bergepanzer)
- ALC (Logistikpanzer/Transportpanzer)
- ACCC (Funkpanzer)
- AAOP (Munitionspanzer)
- ATGMC (Raketen-Jagdpanzer)
- AMC (schwerer Munitionspanzer)
- AAMB (Sanitätspanzer)
- Donar (Artillerie) (Panzerartillerie)
- 100/30 IFV (Schützenpanzer mit Turm des BMP-3)

## Technische Daten
- Kurzbezeichnung: ASCOD AIFV (SPz Ulan/Pizarro)
- Hersteller:
  - Steyr-Daimler-Puch Spezialfahrzeuge GmbH, Österreich
  - Santa Barbara S.A., Spanien
- Baujahr: ab 1999
- Abmessungen:
- Länge: 6,84 m
- Breite: 3,15 m
- Höhe: 2,65 m
- Bodenfreiheit: 450 mm
- Gewicht:
  - Ulan: 28 t
  - Pizarro: 23,8 t
  - ASCOD SV: 42 t
- Besatzung:
  - Bedienung: 3
  - Transport: 8
- Höchstgeschwindigkeit: 70 km/h
- Fahrbereich: 500 km bei 50 km/h
- Steigfähigkeit: 75 %
- Watfähigkeit: 1,2 m
- Querneigung: 40 %
- Kletterfähigkeit: 950 mm
- Grabenüberschreitfähigkeit: 2,3 m
- Motor:
  - Pizarro Baulos 1: Dieselmotor MTU 8V183 TE22 441 kW (600 PS)
  - Ulan und Baulos 2 des Pizarro Dieselmotor MTU 8V199 TE22  530 kW (720 PS)
  - Leistung/Gewicht: 25,5 PS/t (beide)
- Bewaffnung:
  - 30-mm-MK 30-2
  - 7,62-mm-MG FN-MAG (koaxial)
- Munitionsvorrat:
  - Hauptbewaffnung:
    - 120 Schuss rechte Zuführung
    - 80 Schuss linke Zuführung
    - 202 Schuss gestaut

  - Nebenbewaffnung:
    - 2900 Schuss für das MG
    - 24 Nebel- und Sprenggranaten